# Elko New Market
Elko New Market – miasto w Stanach Zjednoczonych, w stanie Minnesota, w hrabstwie Scott.